# Marta Ozoliņa
Marta Ozoliņa (* 27. Dezember 1994 in Riga) ist eine lettische Volleyball- und Beachvolleyballspielerin. Sie wurde zweifache lettische Meisterin im Sand sowie Pokalsiegerin ihres Heimatlandes.

## Karriere

### Karriere Halle
Die Außenangreiferin nahm für ihr U20-Nationalteam 2012 an Europa- und 2013 an Weltmeisterschaftsqualifikationen teil. 2019 wurde sie mit dem Mārupes SC lettische Pokalsiegerin und Vierte in der Meisterschaft. Eine Saison später konnte der Verein die Platzierung in der Liga bestätigen. Im Pokal reichte es zur Vorschlussrunde. Nach der abgesagten Spielzeit 2020/21 wurden diese Resultate 2022 mit dem Aus im Viertelfinale und dem siebten Rang in der höchsten lettischen Liga sowie dem fünften Platz in der Meisterschaft ein Jahr später nicht mehr erreicht. 

### Karriere Beach
Mit Alise Lece trat die aus Riga stammende Athletin 2011 bei den U18-Europameisterschaften an. Das Aus kam für die beiden nach Niederlagen gegen die Deutschen Yanina Weiland und Sandra Ittlinger sowie ein slowenisches Paar im Achtelfinale. Ein Jahr später bei der nächsthöheren Altersklasse war schon eine Runde früher Endstation für die beiden Sportlerinnen aus dem Baltikum. Mit Laine Cielēna war Ozoliņa 2013 bei den Welttitelkämpfen der U23 und U21 aktiv. Ein siebzehnter und ein fünfundzwanzigster Rang waren die Ausbeute. In der folgenden Spielzeit gewannen Lece und Ozoliņa ihre erste lettische Meisterschaft im Sand. 2014 kam eine weitere Finalteilnahme hinzu, bevor eine Saison später der zweite nationale Titel auf den Ergebnislisten notiert werden konnte. Nach der erfolglosen Teilnahme an der EM 2017 in ihrem Heimatland ohne Satz- und Spielgewinn trennten sich die beiden Spielerinnen. 
Mit ihrer neuen Partnerin Agnese Caica reichte es für Marta Ozoliņa eine Spielzeit später zur zweiten Finalteilnahme bei den lettischen Titelkämpfen. 2019 mit Krista Paegle gelangen einige Viertelfinalteilnahmen bei nationalen Veranstaltungen. 2020 nahm Ozoliņa mit Luīze Skrastiņa an ihren zweiten kontinentalen Titelkämpfen teil. Das Ergebnis blieb genauso ernüchternd wie beim ersten Mal. Bei den Meisterschaften ihres Haimatlandes erreichten die beiden hingegen den Bronzerang, für Ozoliņa war es bereits der fünfte Podestplatz. In der Folgezeit gewannen Skrastiņa und Ozoliņa ein Turnier auf nationaler Ebene und standen drei weitere Male im Endspiel. Bei Teilnahmen an FIVB-Veranstaltungen blieben Podestplätze jedoch aus, bestes Resultat war der geteilte neunte Platz beim Future 2023 in Spiez.